# Tour du Limbourg 2015
La 64e édition du Tour du Limbourg a eu lieu le 14 juin 2015. La course fait partie du calendrier UCI Europe Tour 2015 en catégorie 1.1.
L'épreuve est remportée en solitaire par le Belge Björn Leukemans (Wanty-Groupe Gobert) qui s'impose de quatre secondes sur son compatriote Dimitri Claeys (Verandas Willems) et onze secondes devant le Néerlandais Wouter Mol (Join-S-De Rijke) qui règle un groupe d'une soixantaine de coureurs pour la troisième place.

## Présentation

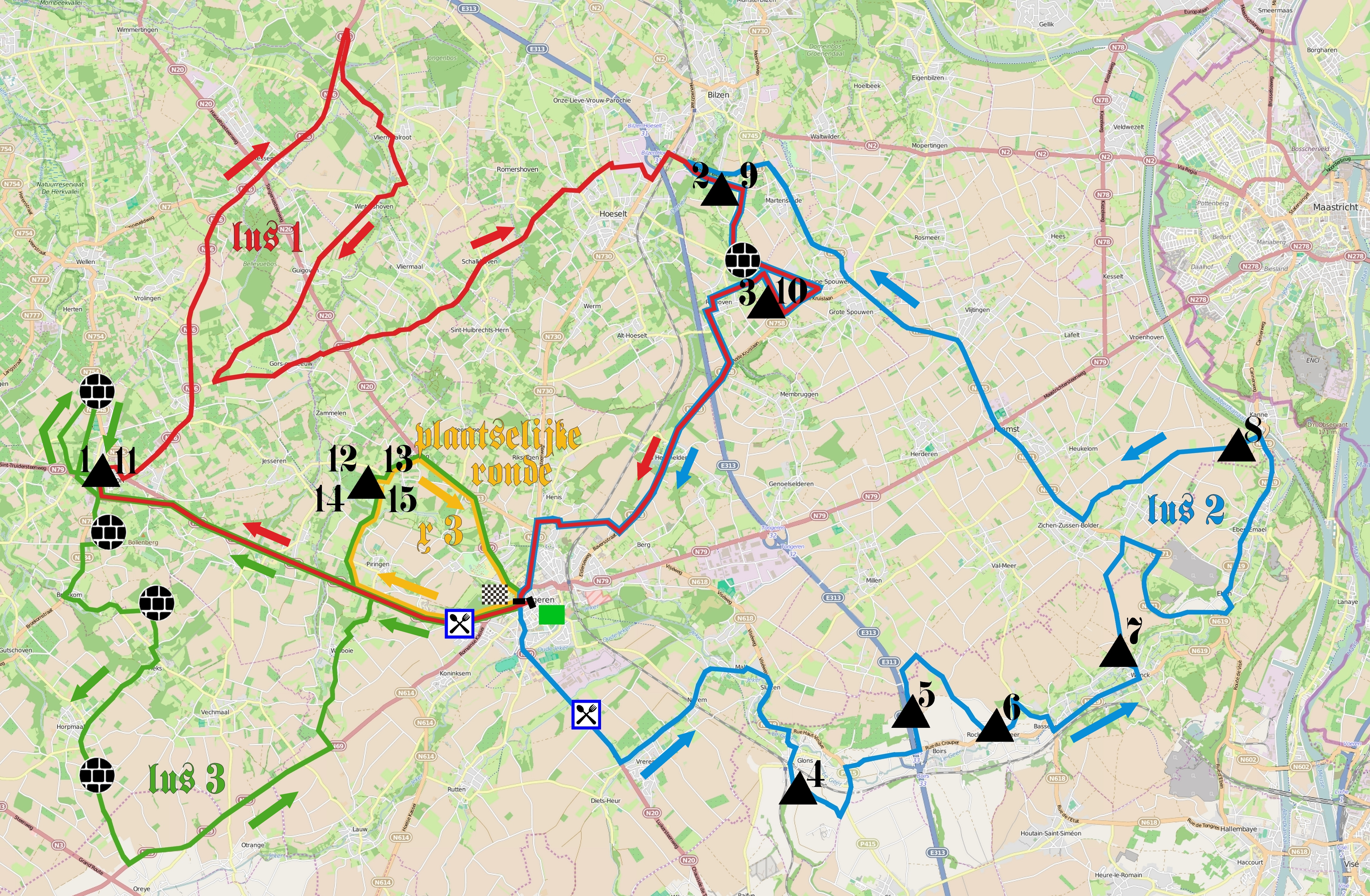
Les différentes boucles du parcours :

- Boucle no 1 (0 à 58 km)
- Boucle no 2 (58 à 126 km)
- Boucle no 3 (126 à 167 km)
- Circuit local (167 à 199,2 km, x 3)

### Parcours

#### Communes traversées
Le parcours de ce 64e Tour du Limbourg se divise en trois boucles et en un circuit local à parcourir à trois reprises :
- la première boucle débute à Tongres puis traverse Borgloon, Wellen, Kortessem, Diepenbeek, Kortessem, Borgloon, Kortessem, Hoeselt, Bilzen, Riemst et revient sur Tongres ;
- la deuxième boucle démarre au franchissement de la ligne d'arrivée et traverse Bassenge, Riemst, Bassenge, Rienst, Bassenge, Riemst, Bilzen, Riemst et revient à Tongres ;
- la troisième boucle démarre à Tongres et traverse Borgloon, Heers, Borgloon, Heers, Oreye, Heers et revient à Tongres ;
- le circuit local.

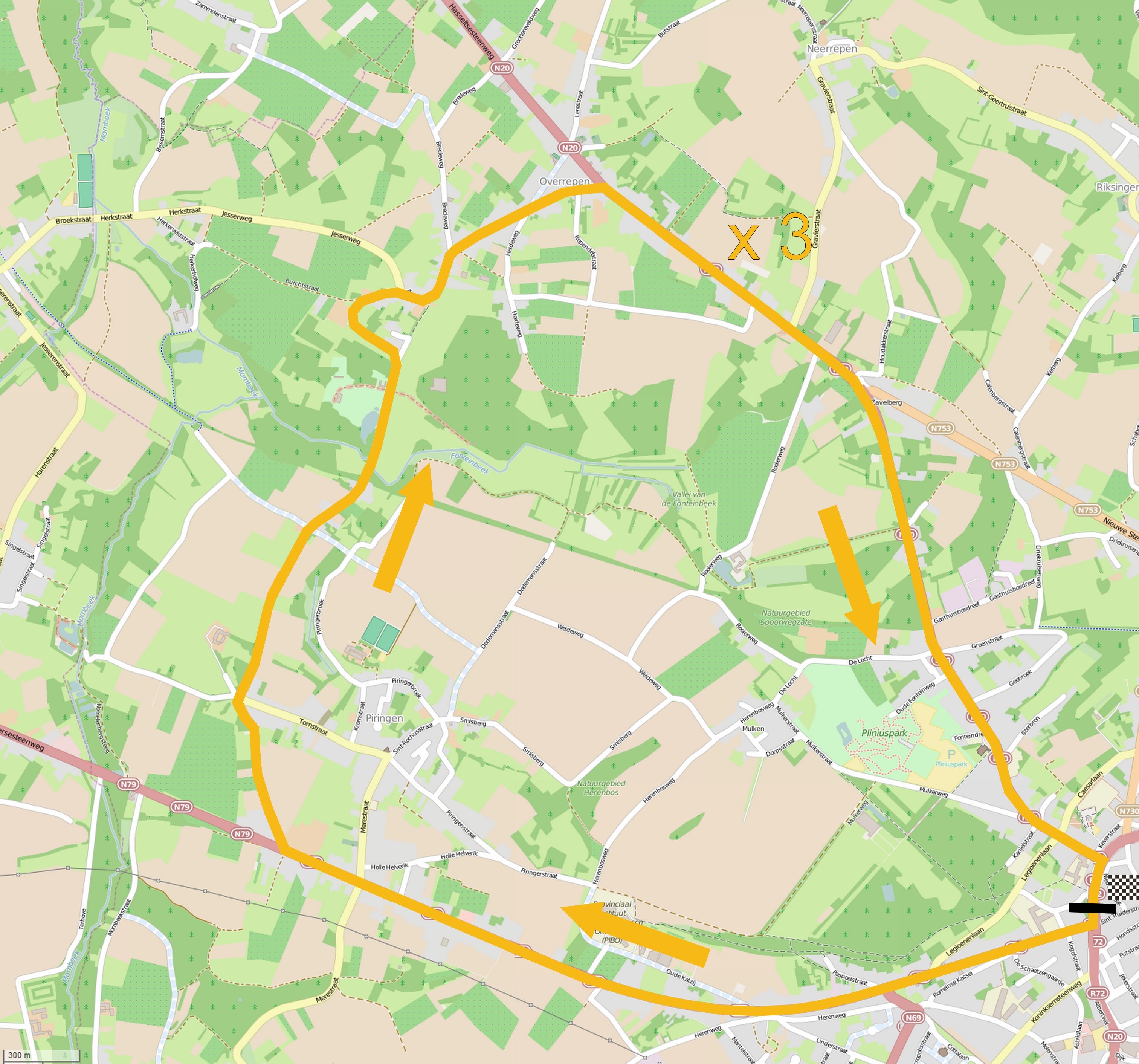
Le circuit local, à parcourir à trois reprises.

Le départ est donné à 12 h 30 sur la place du marché. L'arrivée est prévue vers 17 h 15. Un premier ravitaillement est prévu à Vreren, au kilomètre 60, vers 14 h 2, sur une zone de 1 200 mètres. Le deuxième ravitaillement est prévu à Tongres, au kilomètre 126, vers 15 h 31, sur une zone longue de 1 100 mètres.

#### Côtes
Quinze côtes sont à gravir tout au long du parcours de 199 kilomètres.
| No | Km     | Nom             | Commune   | Longueur     | Pente moyenne | Pente maximale |
| -- | ------ | --------------- | --------- | ------------ | ------------- | -------------- |
| 1  | km 8   | Oude Berg       | Borgloon  | 550 mètres   | 5,8 %         | 10 %           |
| 2  | km 41  | Letenberg       | Bilzen    | 500 mètres   | 7 %           | 12 %           |
| 3  | km 47  | Keiberg         | Rijkhoven | 600 mètres   | 4,7 %         | 12 %           |
| 4  | km 68  | Val d'Oborne    | Bassenge  | 500 mètres   | 7 %           | 11 %           |
| 5  | km 73  | Thier Bégot     | Bassenge  | 1 100 mètres | 6,6 %         | 9 %            |
| 6  | km 78  | Rukkelingenberg | Bassenge  | 700 mètres   | 7,6 %         | 10 %           |
| 7  | km 82  | Wonckerberg     | Bassenge  | 500 mètres   | 7 %           | 12 %           |
| 8  | km 93  | Slingerberg     | Riemst    | 600 mètres   | 4,7 %         | 12 %           |
| 9  | km 109 | Letenberg       | Bilzen    | 550 mètres   | 5,8 %         | 10 %           |
| 10 | km 115 | Keiberg         | Bilzen    | 900 mètres   | 4 %           | 6 %            |
| 11 | km 135 | Oude Berg       | Borgloon  | 900 mètres   | 4 %           | 6 %            |
| 12 | km 162 | Kolmontberg     | Tongres   | 900 mètres   | 4 %           | 6 %            |
| 13 | km 173 | Kolmontberg     | Tongres   | 900 mètres   | 4 %           | 6 %            |
| 14 | km 184 | Kolmontberg     | Tongres   | 900 mètres   | 4 %           | 6 %            |
| 15 | km 195 | Kolmontberg     | Tongres   | 900 mètres   | 4 %           | 6 %            |

#### Secteurs pavés
Six secteurs pavés parsèment le parcours.
| No | Km     | Nom               | Commune  | Longueur     |
| -- | ------ | ----------------- | -------- | ------------ |
| 1  | km 43  | Maastrichteralled | Bilzen   | 700 mètres   |
| 2  | km 111 | Maastrichteralled | Bilzen   | 700 mètres   |
| 3  | km 138 | Oude Wellenberg   | Borgloon | 400 mètres   |
| 4  | km 141 | Weg naar Heks     | Borgloon | 450 mètres   |
| 5  | km 144 | Manshoven         | Heers    | 1 300 mètres |
| 6  | km 148 | Dumontlaan        | Keers    | 1 500 mètres |

#### Sprints
Six sprints intermédiaires sont dénombrés.
| No | Km     | Nom  |
| -- | ------ | ---- |
| 1  | km 58  | TS 1 |
| 2  | km 125 | TS 2 |
| 3  | km 132 | TS 3 |
| 4  | km 167 | TS 4 |
| 5  | km 177 | TS 5 |
| 6  | km 188 | TS 6 |

### Équipes
Classé en catégorie 1.1 de l'UCI Europe Tour, le Tour du Limbourg est par conséquent ouvert aux WorldTeams dans la limite de 50 % des équipes participantes, aux équipes continentales professionnelles, aux équipes continentales et aux équipes nationales.
Dix-huit équipes participent à ce Tour du Limbourg - une WorldTeam, quatre équipes continentales professionnelles et treize équipes continentales.
| UCI WorldTeam   | UCI WorldTeam | UCI WorldTeam |
| Nom de l'équipe | Pays          | Code          |
| --------------- | ------------- | ------------- |
| Lotto-Soudal    | Belgique      | LTS           |

| Équipes continentales professionnelles | Équipes continentales professionnelles | Équipes continentales professionnelles |
| Nom de l'équipe                        | Pays                                   | Code                                   |
| -------------------------------------- | -------------------------------------- | -------------------------------------- |
| Roompot Oranje Peloton                 | Pays-Bas                               | ROP                                    |
| RusVelo                                | Russie                                 | RVL                                    |
| Topsport Vlaanderen-Baloise            | Belgique                               | TSV                                    |
| Wanty-Groupe Gobert                    | Belgique                               | WGG                                    |

| Équipes continentales          | Équipes continentales | Équipes continentales |
| Nom de l'équipe                | Pays                  | Code                  |
| ------------------------------ | --------------------- | --------------------- |
| BKCP-Powerplus                 | Belgique              | BKP                   |
| Cibel                          | Belgique              | CIB                   |
| Colba-Superano Ham             | Belgique              | CSH                   |
| Corendon-Kwadro                | Belgique              | COR                   |
| Differdange-Losch              | Luxembourg            | CCD                   |
| Join-S-De Rijke                | Pays-Bas              | RIJ                   |
| Metec-TKH-Mantel               | Pays-Bas              | MET                   |
| Parkhotel Valkenburg           | Pays-Bas              | PVC                   |
| T.Palm-Pôle Continental Wallon | Belgique              | PCW                   |
| Vastgoedservice-Golden Palace  | Belgique              | VGS                   |
| Veranclassic-Ekoï              | Belgique              | VER                   |
| Verandas Willems               | Belgique              | WIL                   |
| Wallonie-Bruxelles             | Belgique              | WBC                   |

### Règlement de la course

#### Primes
Les vingt prix sont attribués suivant le barème de l'UCI,. Le total général des prix distribués est de 14 477 €.
| Position | 1er     | 2e      | 3e      | 4e    | 5e    | 6e    | 7e    | 8e    | 9e    | 10e à 20e |
| Prix     | 5 785 € | 2 895 € | 1 445 € | 715 € | 580 € | 433 € | 433 € | 287 € | 287 € | 147 €     |

Ainsi, Björn Leukemans remporte 5 785 €, Dimitri Claeys 2 895 €, Wouter Mol 1 445 €, Jesper Asselman 715 €, Jens Debusschere 580 €, Robin Stenuit et Amaury Capiot 433 €, Sjoerd Kouwenhoven et Benjamin Verraes 287 € et enfin Gijs Van Hoecke, Sean De Bie, André Looij, Roman Maikin, Timothy Stevens, Dennis Bakker, Sander Helven, Joeri Stallaert, Tim Kerkhof, James Vanlandschoot et Olivier Pardini 147 €.

### Favoris
Quelques jours avant le début de la course, les organisateurs indiquent que les vainqueurs des trois dernières éditions seront présents : Les Belges Kevin Claeys (2012) et Olivier Chevalier (2013) et le Néerlandais Mathieu van der Poel (2014).

## Récit de la course

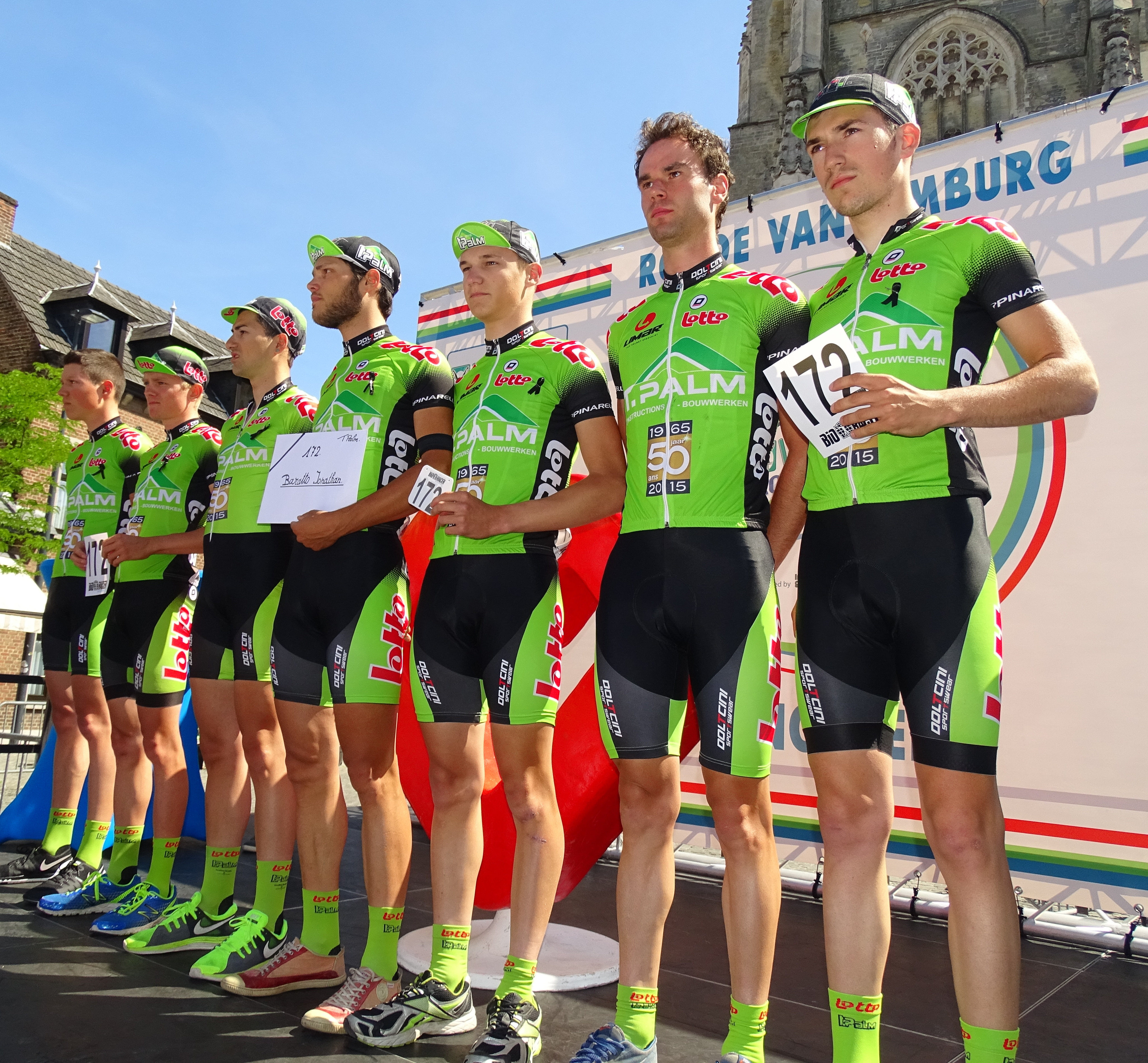
Les coureurs de T.Palm-Pôle Continental Wallon.

Durant la présentation de la course, les coureurs de l'équipe belge T.Palm-Pôle Continental Wallon, Thomas Armstrong, Claudio Catania, Guillaume Haag, Alexandre Seny, Ian Vansumere, Maxime Vekeman et Bastien Kroonen, passent les premiers lors de la présentation des équipes, ils arborent des brassards noirs ou des rubans noirs en la mémoire de leur coéquipier belge Jonathan Baratto mort deux jours plus tôt, heurté par une voiture à Remouchamps, et tiennent un écriteau avec son nom et son numéro de dossard qu'il devait porter sur ce Tour du Limbourg, le no 172, sa plaque de cadre et son dossard.
Lors du départ, les coureurs de T.Palm-Pôle Continental Wallon se place devant les autres coureurs, et une minute d'applaudissements est réalisée par les coureurs et le public, en présence de la compagne de Jonathan Baratto.

## Classements

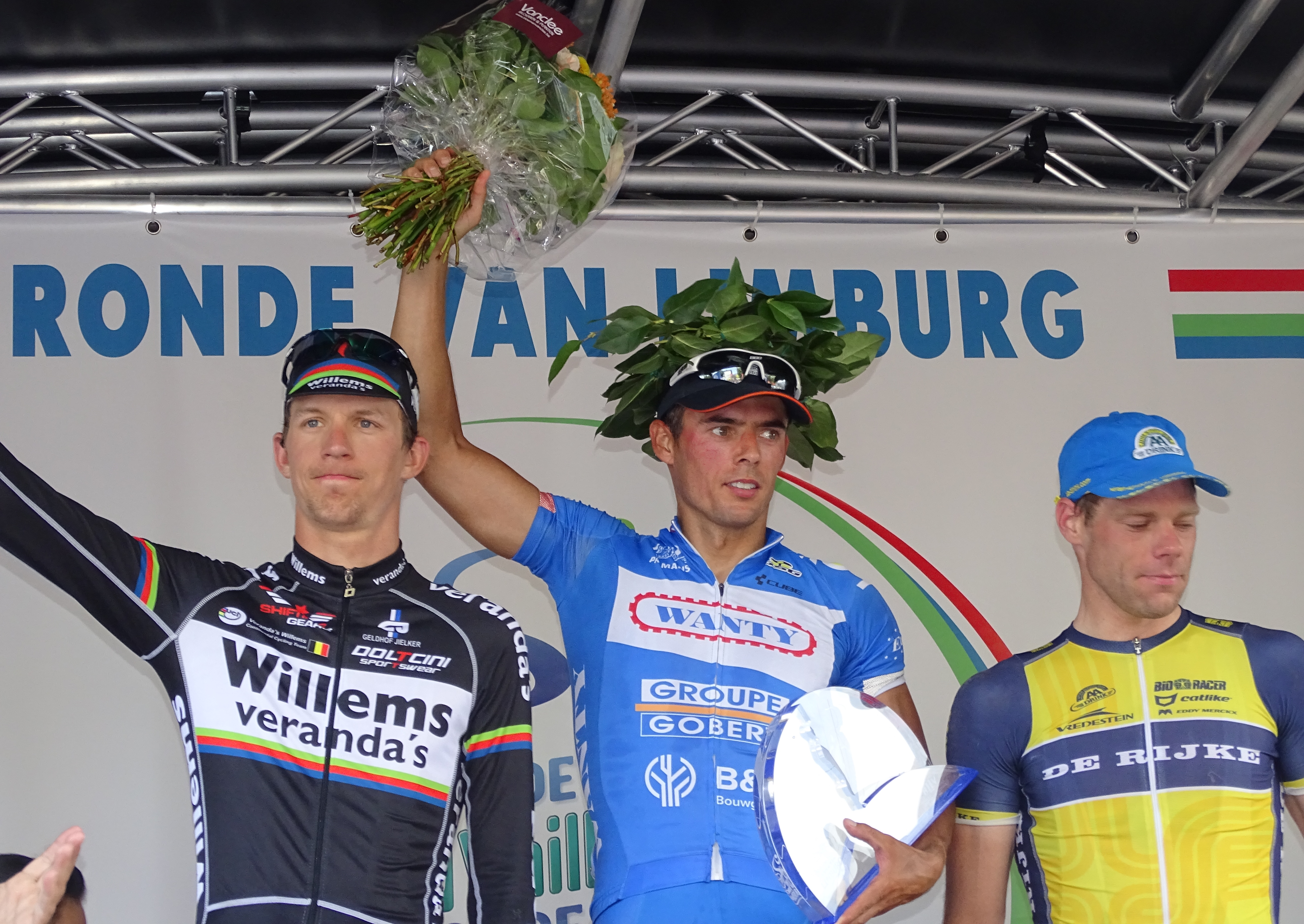
Podium de l'édition 2015 du Tour du Limbourg : Dimitri Claeys (2e), Björn Leukemans (1er) et Wouter Mol (3e).

### Classement final
La course est remportée par le Belge Björn Leukemans (Wanty-Groupe Gobert) qui a parcouru les 199 kilomètres en 4 h 45 min 38 s, soit à une vitesse moyenne de 41,802 km/h. Il est suivi à quatre secondes par son compatriote Dimitri Claeys (Verandas Willems) et à onze secondes par le Néerlandais Wouter Mol (Join-S-De Rijke). Sur les cent-trente-six coureurs qui ont pris le départ, soixante-douze franchissent la ligne d'arrivée.
| Classement final | Classement final   | Classement final | Classement final            | Classement final   |
|                  | Coureur            | Pays             | Équipe                      | Temps              |
| ---------------- | ------------------ | ---------------- | --------------------------- | ------------------ |
| 1er              | Björn Leukemans    | Belgique         | Wanty-Groupe Gobert         | en 4 h 45 min 38 s |
| 2e               | Dimitri Claeys     | Belgique         | Verandas Willems            | + 4 s              |
| 3e               | Wouter Mol         | Pays-Bas         | Join-S-De Rijke             | + 11 s             |
| 4e               | Jesper Asselman    | Pays-Bas         | Roompot Oranje Peloton      | + 11 s             |
| 5e               | Jens Debusschere   | Belgique         | Lotto-Soudal                | + 11 s             |
| 6e               | Robin Stenuit      | Belgique         | Veranclassic-Ekoï           | + 11 s             |
| 7e               | Amaury Capiot      | Belgique         | Topsport Vlaanderen-Baloise | + 11 s             |
| 8e               | Sjoerd Kouwenhoven | Pays-Bas         | Metec-TKH-Mantel            | + 11 s             |
| 9e               | Benjamin Verraes   | Belgique         | Cibel                       | + 11 s             |
| 10e              | Gijs Van Hoecke    | Belgique         | Topsport Vlaanderen-Baloise | + 11 s             |
| modifier         |                    |                  |                             |                    |

### Classements annexes
Des prix sont remis à des coureurs qui se sont distingués. C'est ainsi que le Belge Amaury Capiot (Topsport Vlaanderen-Baloise), arrivé septième, est le meilleur limbourgeois.

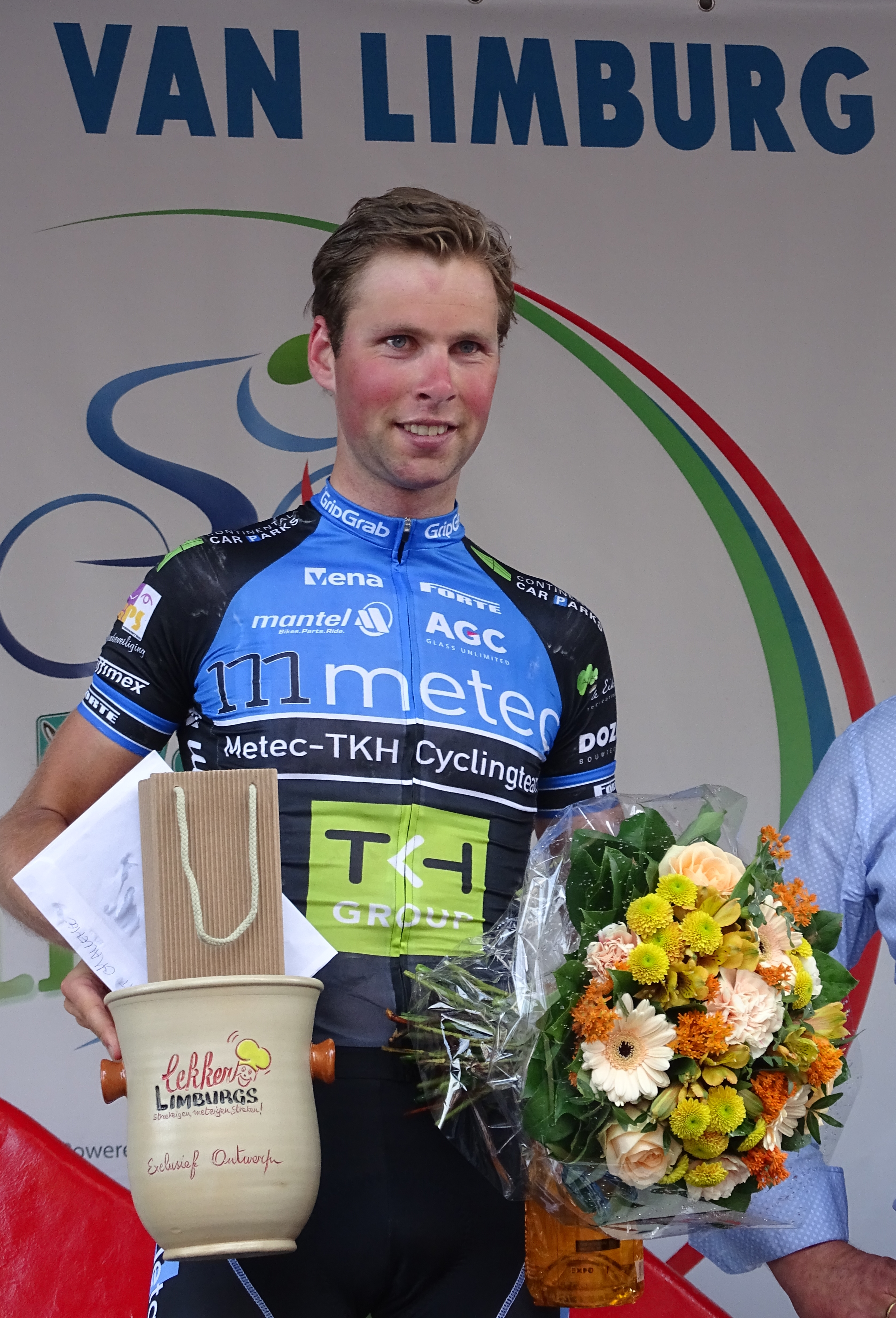
Sjoerd Kouwenhoven.
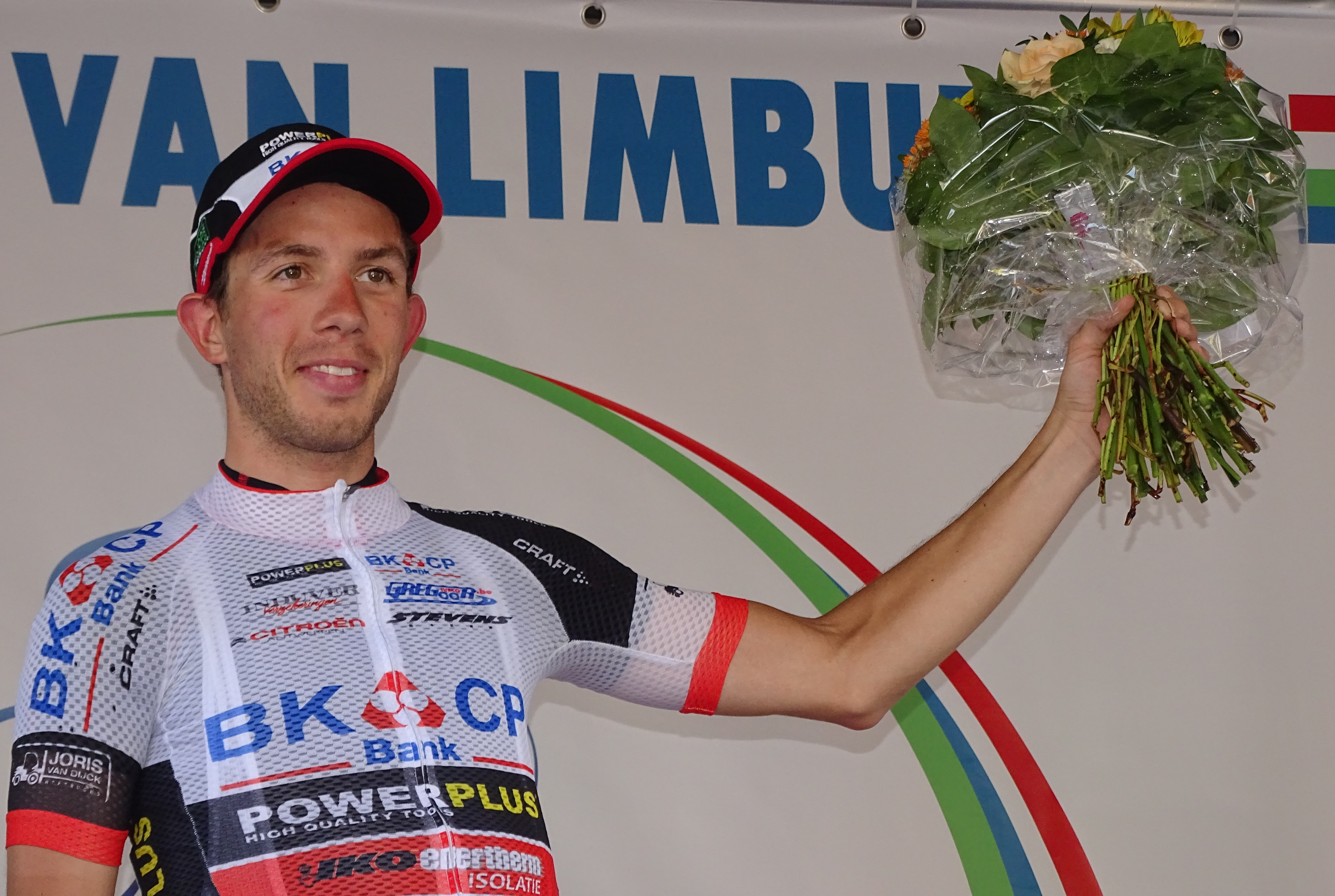
Philipp Walsleben.
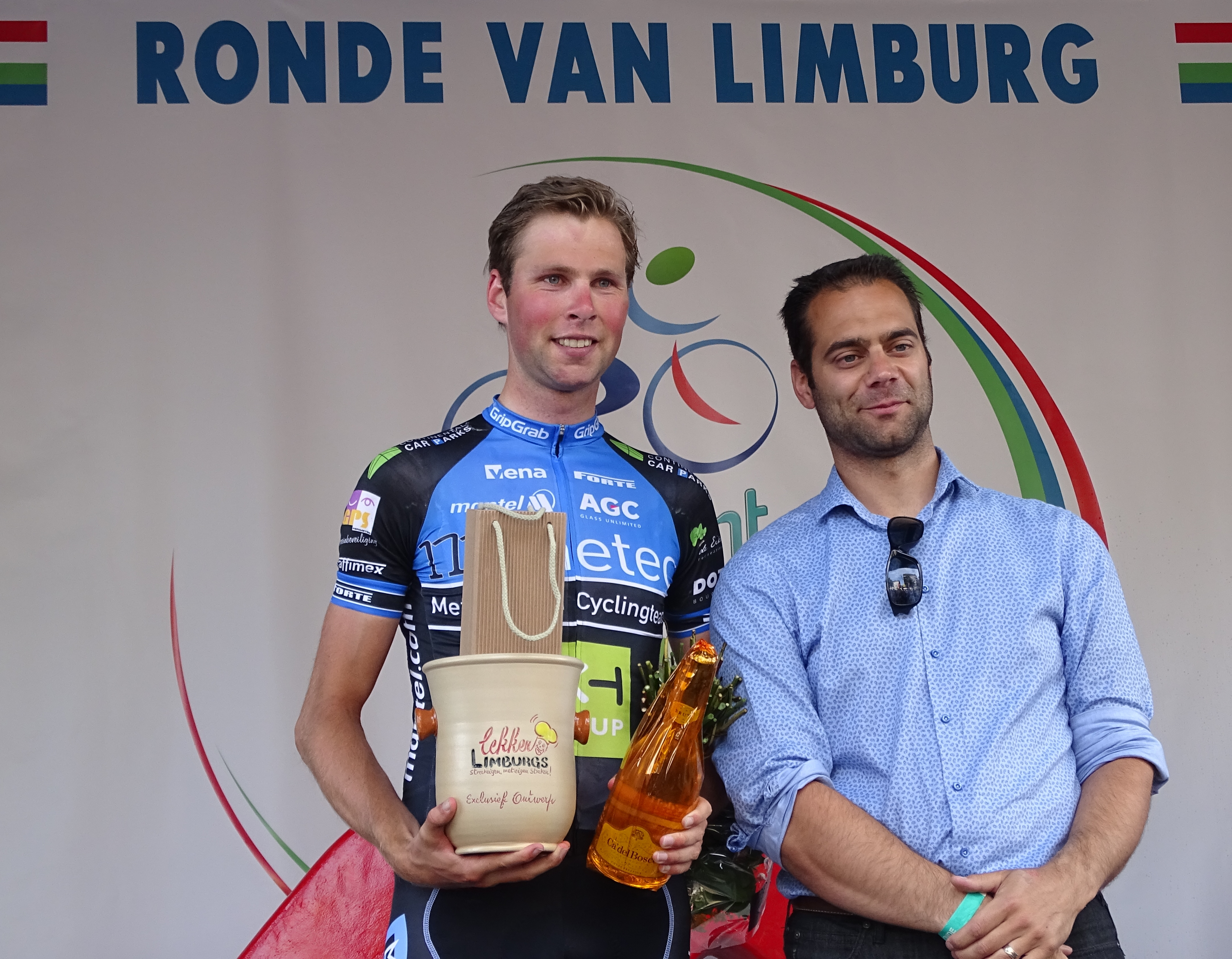
Sjoerd Kouwenhoven.
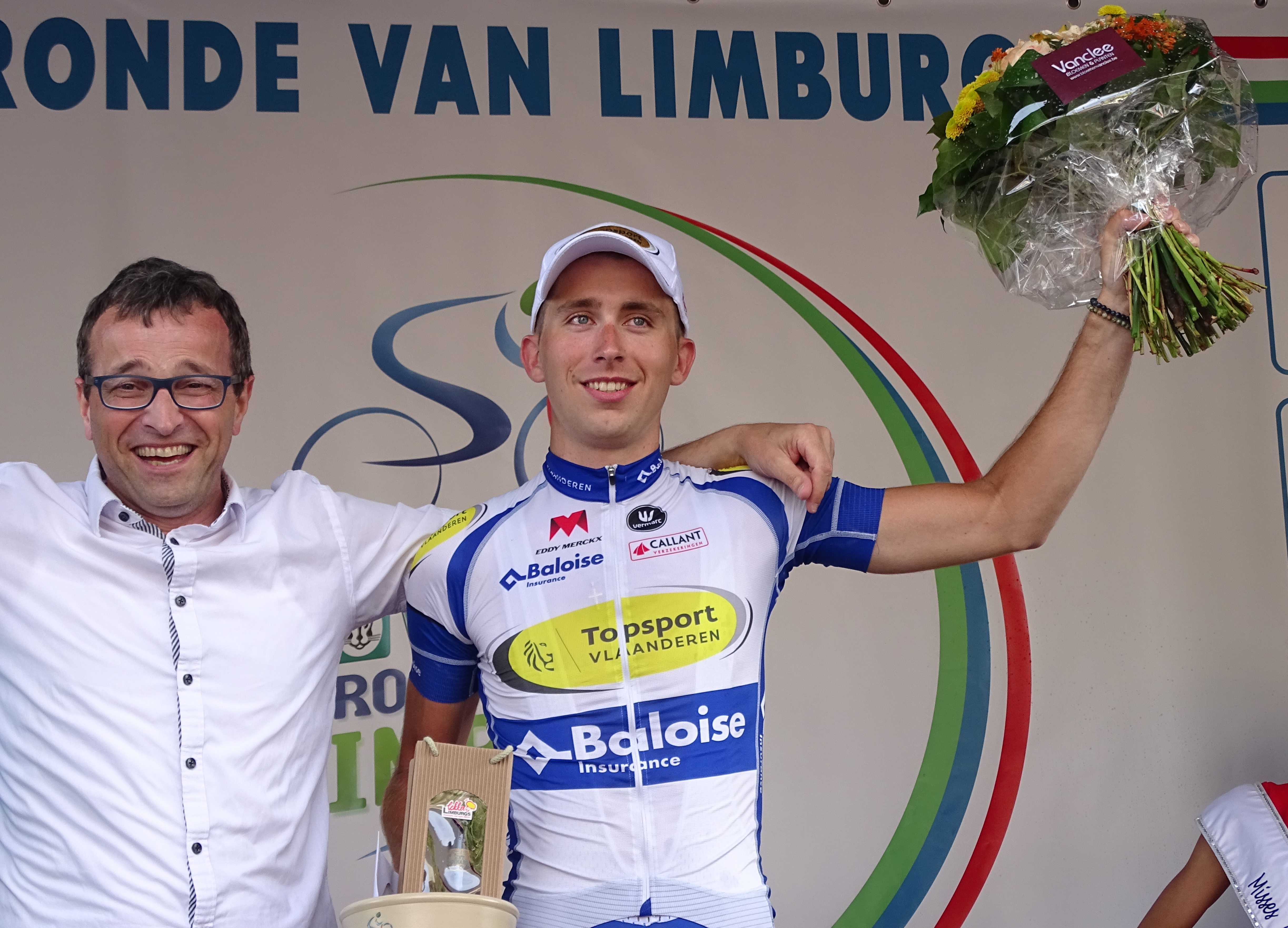
Amaury Capiot.

### UCI Europe Tour
Ce Tour du Limbourg attribue des points pour l'UCI Europe Tour 2015, par équipes seulement aux coureurs des équipes continentales professionnelles et continentales, individuellement à tous les coureurs sauf ceux faisant partie d'une équipe ayant un label WorldTeam.
| Position,          | 1er | 2e | 3e | 4e | 5e | 6e | 7e | 8e | 9e | 10e | 11e | 12e |
| Classement général | 80  | 56 | 32 | 24 | 20 | 16 | 12 | 8  | 7  | 6   | 5   | 3   |

Ainsi, Björn Leukemans (1er) remporte quatre-vingt points, Dimitri Claeys (2e) cinquante-six points, Wouter Mol (3e) trente-deux points, Jesper Asselman (4e) vingt-quatre points, Robin Stenuit (6e) seize points, Amaury Capiot (7e) douze points, Sjoerd Kouwenhoven (8e) huit points, Benjamin Verraes (9e) sept points, Gijs Van Hoecke (10e) six points, et André Looij (12e) trois points. Jens Debusschere (5e) et Sean De Bie (11e) ne remportent pas de points, car ils sont membres d'une WorldTeam.

## Liste des participants

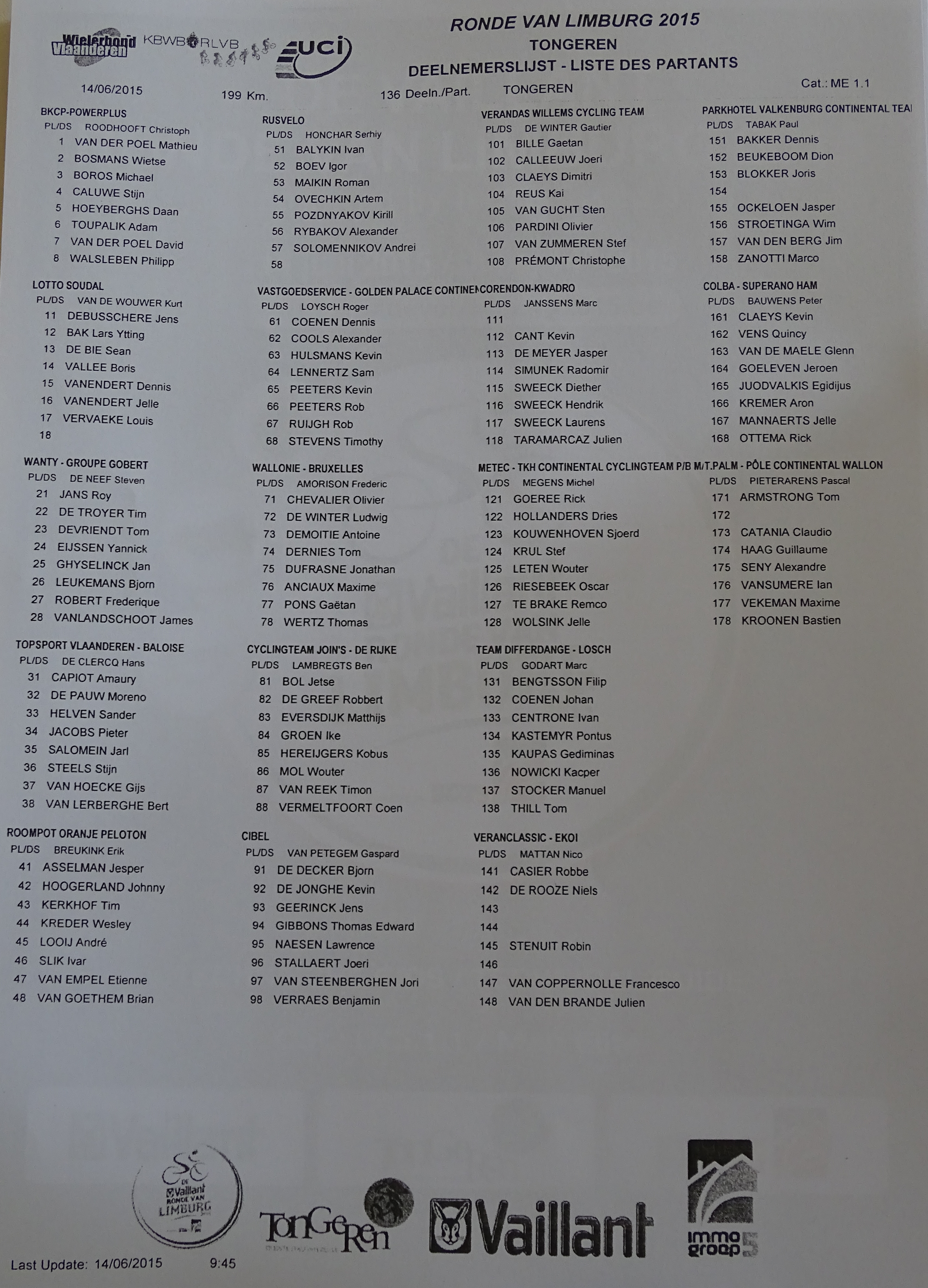
La liste des partants.

- Liste de départ complète

| Légende | Légende                                                                    | Légende | Légende                                                    |
| ------- | -------------------------------------------------------------------------- | ------- | ---------------------------------------------------------- |
| Num     | Dossard de départ porté par le coureur sur ce Tour du Limbourg             | Pos     | Position à l'arrivée de la course                          |
|         | Indique un maillot de champion national ou mondial, suivi de sa spécialité | NP      | Indique un coureur qui n'a pas pris le départ de la course |
| AB      | Indique un coureur qui n'a pas terminé la course                           | HD      | Indique un coureur qui a terminé la course hors des délais |

| BKCP-Powerplus BKP                      | BKCP-Powerplus BKP         | BKCP-Powerplus BKP |
| --------------------------------------- | -------------------------- | ------------------ |
| Num                                     | Coureur                    | Pos                |
| 1                                       | Mathieu van der Poel (NED) | 29e                |
| 2                                       | Wietse Bosmans (BEL)       | 42e                |
| 3                                       | Michael Boroš (CZE)        | 49e                |
| 4                                       | Stijn Caluwé (BEL)         | AB                 |
| 5                                       | Daan Hoeyberghs (BEL)      | 26e                |
| 6                                       | Adam Toupalik (CZE)        | 71e                |
| 7                                       | David van der Poel (NED)   | AB                 |
| 8                                       | Philipp Walsleben (GER)    | 67e                |
| Directeur sportif : Christoph Roodhooft |                            |                    |

| Lotto-Soudal LTS                       | Lotto-Soudal LTS               | Lotto-Soudal LTS |
| -------------------------------------- | ------------------------------ | ---------------- |
| Num                                    | Coureur                        | Pos              |
| 11                                     | Jens Debusschere (BEL) (Route) | 5e               |
| 12                                     | Lars Bak (DEN)                 | 38e              |
| 13                                     | Sean De Bie (BEL)              | 11e              |
| 14                                     | Boris Vallée (BEL)             | AB               |
| 15                                     | Dennis Vanendert (BEL)         | 60e              |
| 16                                     | Jelle Vanendert (BEL)          | 70e              |
| 17                                     | Louis Vervaeke (BEL)           | AB               |
| 18                                     |                                |                  |
| Directeur sportif : Kurt Van De Wouwer |                                |                  |

| Wanty-Groupe Gobert WGG            | Wanty-Groupe Gobert WGG   | Wanty-Groupe Gobert WGG |
| ---------------------------------- | ------------------------- | ----------------------- |
| Num                                | Coureur                   | Pos                     |
| 21                                 | Roy Jans (BEL)            | 24e                     |
| 22                                 | Tim De Troyer (BEL)       | 39e                     |
| 23                                 | Tom Devriendt (BEL)       | AB                      |
| 24                                 | Yannick Eijssen (BEL)     | AB                      |
| 25                                 | Jan Ghyselinck (BEL)      | 27e                     |
| 26                                 | Björn Leukemans (BEL)     | 1er                     |
| 27                                 | Fréderique Robert (BEL)   | 66e                     |
| 28                                 | James Vanlandschoot (BEL) | 19e                     |
| Directeur sportif : Steven De Neef |                           |                         |

| Topsport Vlaanderen-Baloise TSV    | Topsport Vlaanderen-Baloise TSV | Topsport Vlaanderen-Baloise TSV |
| ---------------------------------- | ------------------------------- | ------------------------------- |
| Num                                | Coureur                         | Pos                             |
| 31                                 | Amaury Capiot (BEL)             | 7e                              |
| 32                                 | Moreno De Pauw (BEL)            | AB                              |
| 33                                 | Sander Helven (BEL)             | 16e                             |
| 34                                 | Pieter Jacobs (BEL)             | 35e                             |
| 35                                 | Jarl Salomein (BEL)             | 40e                             |
| 36                                 | Stijn Steels (BEL)              | 34e                             |
| 37                                 | Gijs Van Hoecke (BEL)           | 10e                             |
| 38                                 | Bert Van Lerberghe (BEL)        | 54e                             |
| Directeur sportif : Hans De Clercq |                                 |                                 |

| Roompot Oranje Peloton ROP        | Roompot Oranje Peloton ROP | Roompot Oranje Peloton ROP |
| --------------------------------- | -------------------------- | -------------------------- |
| Num                               | Coureur                    | Pos                        |
| 41                                | Jesper Asselman (NED)      | 4e                         |
| 42                                | Johnny Hoogerland (NED)    | 32e                        |
| 43                                | Tim Kerkhof (NED)          | 18e                        |
| 44                                | Wesley Kreder (NED)        | 59e                        |
| 45                                | André Looij (NED)          | 12e                        |
| 46                                | Ivar Slik (NED)            | 58e                        |
| 47                                | Etienne van Empel (NED)    | 30e                        |
| 48                                | Brian van Goethem (NED)    | 68e                        |
| Directeur sportif : Erik Breukink |                            |                            |

| RusVelo RVL                        | RusVelo RVL               | RusVelo RVL |
| ---------------------------------- | ------------------------- | ----------- |
| Num                                | Coureur                   | Pos         |
| 51                                 | Ivan Balykin (RUS)        | AB          |
| 52                                 | Igor Boev (RUS)           | 72e         |
| 53                                 | Roman Maikin (RUS)        | 13e         |
| 54                                 | Artem Ovechkin (RUS)      | AB          |
| 55                                 | Kirill Pozdnyakov (RUS)   | 65e         |
| 56                                 | Alexander Rybakov (RUS)   | AB          |
| 57                                 | Andrey Solomennikov (RUS) | AB          |
| 58                                 | Ildar Arslanov (RUS)      | NP          |
| Directeur sportif : Serhiy Honchar |                           |             |

| Vastgoedservice-Golden Palace VGS | Vastgoedservice-Golden Palace VGS | Vastgoedservice-Golden Palace VGS |
| --------------------------------- | --------------------------------- | --------------------------------- |
| Num                               | Coureur                           | Pos                               |
| 61                                | Dennis Coenen (BEL)               | AB                                |
| 62                                | Alexander Cools (BEL)             | AB                                |
| 63                                | Kevin Hulsmans (BEL)              | 69e                               |
| 64                                | Sam Lennertz (BEL)                | 57e                               |
| 65                                | Kevin Peeters (BEL)               | 45e                               |
| 66                                | Rob Peeters (BEL)                 | 64e                               |
| 67                                | Rob Ruijgh (NED)                  | 55e                               |
| 68                                | Timothy Stevens (BEL)             | 14e                               |
| Directeur sportif : Roger Loysch  |                                   |                                   |

| Wallonie-Bruxelles WBC                | Wallonie-Bruxelles WBC  | Wallonie-Bruxelles WBC |
| ------------------------------------- | ----------------------- | ---------------------- |
| Num                                   | Coureur                 | Pos                    |
| 71                                    | Olivier Chevalier (BEL) | 53e                    |
| 72                                    | Ludwig De Winter (BEL)  | AB                     |
| 73                                    | Antoine Demoitié (BEL)  | 23e                    |
| 74                                    | Tom Dernies (BEL)       | 52e                    |
| 75                                    | Jonathan Dufrasne (BEL) | AB                     |
| 76                                    | Maxime Anciaux (BEL)    | AB                     |
| 77                                    | Gaëtan Pons (BEL)       | AB                     |
| 78                                    | Thomas Wertz (BEL)      | AB                     |
| Directeur sportif : Frédéric Amorison |                         |                        |

| Join-S-De Rijke RIJ                  | Join-S-De Rijke RIJ      | Join-S-De Rijke RIJ |
| ------------------------------------ | ------------------------ | ------------------- |
| Num                                  | Coureur                  | Pos                 |
| 81                                   | Jetse Bol (NED)          | 31e                 |
| 82                                   | Robbert de Greef (NED)   | AB                  |
| 83                                   | Matthijs Eversdijk (NED) | AB                  |
| 84                                   | Ike Groen (NED)          | 51e                 |
| 85                                   | Kobus Hereijgers (NED)   | 61e                 |
| 86                                   | Wouter Mol (NED)         | 3e                  |
| 87                                   | Timon van Reek (NED)     | AB                  |
| 88                                   | Coen Vermeltfoort (NED)  | 28e                 |
| Directeur sportif : Bennie Lambregts |                          |                     |

| Cibel CIB                               | Cibel CIB                   | Cibel CIB |
| --------------------------------------- | --------------------------- | --------- |
| Num                                     | Coureur                     | Pos       |
| 91                                      | Bjorn De Decker (BEL)       | 46e       |
| 92                                      | Kevin De Jonghe (BEL)       | AB        |
| 93                                      | Jens Geerinck (BEL)         | AB        |
| 94                                      | Thomas Gibbons (USA)        | AB        |
| 95                                      | Lawrence Naesen (BEL)       | AB        |
| 96                                      | Joeri Stallaert (BEL)       | 17e       |
| 97                                      | Jori Van Steenberghen (BEL) | 25e       |
| 98                                      | Benjamin Verraes (BEL)      | 9e        |
| Directeur sportif : Gaspard Van Petegem |                             |           |

| Verandas Willems WIL                  | Verandas Willems WIL     | Verandas Willems WIL |
| ------------------------------------- | ------------------------ | -------------------- |
| Num                                   | Coureur                  | Pos                  |
| 101                                   | Gaëtan Bille (BEL)       | 50e                  |
| 102                                   | Joeri Calleeuw (BEL)     | AB                   |
| 103                                   | Dimitri Claeys (BEL)     | 2e                   |
| 104                                   | Kai Reus (NED)           | AB                   |
| 105                                   | Sten Van Gucht (BEL)     | AB                   |
| 106                                   | Olivier Pardini (BEL)    | 20e                  |
| 107                                   | Stef Van Zummeren (BEL)  | 43e                  |
| 108                                   | Christophe Prémont (BEL) | AB                   |
| Directeur sportif : Gautier De Winter |                          |                      |

| Corendon-Kwadro COR               | Corendon-Kwadro COR          | Corendon-Kwadro COR |
| --------------------------------- | ---------------------------- | ------------------- |
| Num                               | Coureur                      | Pos                 |
| 111                               | Martin Bína (CZE)            | NP                  |
| 112                               | Kevin Cant (BEL)             | AB                  |
| 113                               | Jasper De Meyer (BEL)        | NP                  |
| 114                               | Radomír Šimůnek junior (CZE) | AB                  |
| 115                               | Diether Sweeck (BEL)         | 63e                 |
| 116                               | Hendrik Sweeck (BEL)         | AB                  |
| 117                               | Laurens Sweeck (BEL)         | 48e                 |
| 118                               | Julien Taramarcaz (SUI)      | 47e                 |
| Directeur sportif : Marc Janssens |                              |                     |

| Metec-TKH-Mantel MET              | Metec-TKH-Mantel MET     | Metec-TKH-Mantel MET |
| --------------------------------- | ------------------------ | -------------------- |
| Num                               | Coureur                  | Pos                  |
| 121                               | Rick Goeree (NED)        | AB                   |
| 122                               | Dries Hollanders (BEL)   | 56e                  |
| 123                               | Sjoerd Kouwenhoven (NED) | 8e                   |
| 124                               | Stef Krul (NED)          | AB                   |
| 125                               | Wouter Leten (BEL)       | AB                   |
| 126                               | Oscar Riesebeek (NED)    | 44e                  |
| 127                               | Remco te Brake (NED)     | 21e                  |
| 128                               | Jelle Wolsink (NED)      | AB                   |
| Directeur sportif : Michel Megens |                          |                      |

| Differdange-Losch CCD           | Differdange-Losch CCD  | Differdange-Losch CCD |
| ------------------------------- | ---------------------- | --------------------- |
| Num                             | Coureur                | Pos                   |
| 131                             | Filip Bengtsson (SWE)  | AB                    |
| 132                             | Johan Coenen (BEL)     | 41e                   |
| 133                             | Ivan Centrone (LUX)    | AB                    |
| 134                             | Pontus Kastemyr (SWE)  | AB                    |
| 135                             | Gediminas Kaupas (LTU) | AB                    |
| 136                             | Kacper Nowicki (POL)   | AB                    |
| 137                             | Manuel Stocker (SUI)   | AB                    |
| 138                             | Tom Thill (LUX)        | 37e                   |
| Directeur sportif : Marc Godart |                        |                       |

| Veranclassic-Ekoï VER           | Veranclassic-Ekoï VER           | Veranclassic-Ekoï VER |
| ------------------------------- | ------------------------------- | --------------------- |
| Num                             | Coureur                         | Pos                   |
| 141                             | Robbe Casier (BEL)              | AB                    |
| 142                             | Niels De Rooze (BEL)            | AB                    |
| 143                             | David Desmecht (BEL)            | NP                    |
| 144                             | Dirk Finders (GER)              | NP                    |
| 145                             | Robin Stenuit (BEL)             | 6e                    |
| 146                             | Yu Takenouchi (JPN)             | NP                    |
| 147                             | Francesco Van Coppernolle (BEL) | AB                    |
| 148                             | Julien Van Den Brande (BEL)     | AB                    |
| Directeur sportif : Nico Mattan |                                 |                       |

| Parkhotel Valkenburg PVC       | Parkhotel Valkenburg PVC | Parkhotel Valkenburg PVC |
| ------------------------------ | ------------------------ | ------------------------ |
| Num                            | Coureur                  | Pos                      |
| 151                            | Dennis Bakker (NED)      | 15e                      |
| 152                            | Dion Beukeboom (NED)     | AB                       |
| 153                            | Joris Blokker (NED)      | AB                       |
| 154                            | Melvin Boskamp (NED)     | NP                       |
| 155                            | Jasper Ockeloen (NED)    | 36e                      |
| 156                            | Wim Stroetinga (NED)     | AB                       |
| 157                            | Jim van den Berg (NED)   | 62e                      |
| 158                            | Marco Zanotti (ITA)      | AB                       |
| Directeur sportif : Paul Tabak |                          |                          |

| Colba-Superano Ham CSH            | Colba-Superano Ham CSH    | Colba-Superano Ham CSH |
| --------------------------------- | ------------------------- | ---------------------- |
| Num                               | Coureur                   | Pos                    |
| 161                               | Kevin Claeys (BEL)        | AB                     |
| 162                               | Quincy Vens (BEL)         | AB                     |
| 163                               | Glenn Van de Maele (BEL)  | AB                     |
| 164                               | Jeroen Goeleven (BEL)     | AB                     |
| 165                               | Egidijus Juodvalkis (LTU) | 33e                    |
| 166                               | Aron Kremer (NED)         | AB                     |
| 167                               | Jelle Mannaerts (BEL)     | 22e                    |
| 168                               | Rick Ottema (NED)         | AB                     |
| Directeur sportif : Peter Bauwens |                           |                        |

| T.Palm-Pôle Continental Wallon PCW     | T.Palm-Pôle Continental Wallon PCW | T.Palm-Pôle Continental Wallon PCW |
| -------------------------------------- | ---------------------------------- | ---------------------------------- |
| Num                                    | Coureur                            | Pos                                |
| 171                                    | Thomas Armstrong (GBR)             | AB                                 |
| 172                                    |                                    |                                    |
| 173                                    | Claudio Catania (ITA)              | AB                                 |
| 174                                    | Guillaume Haag (BEL)               | AB                                 |
| 175                                    | Alexandre Seny (BEL)               | AB                                 |
| 176                                    | Ian Vansumere (BEL)                | AB                                 |
| 177                                    | Maxime Vekeman (BEL)               | AB                                 |
| 178                                    | Bastien Kroonen (BEL)              | AB                                 |
| Directeur sportif : Pascal Pieterarens |                                    |                                    |